# Terex
Terex Corporation – amerykańskie przedsiębiorstwo z siedzibą w Westport, w stanie Connecticut. Jeden z największych producentów maszyn budowlanych i górniczych na świecie. Oferuje między innymi żurawie wieżowe i ż. samojezdne, podnośniki, przenośniki taśmowe, kruszarki i przesiewacze, urządzenia do obróbki drewna, biomasy i recyklingu. W przeszłości Terex zajmował się również produkcją i sprzedażą koparek gąsienicowych i kołowych, koparkoładowarek, ładowarek kołowych i burtowych, wozideł sztywnoramiennych i przegubowych, spycharek, równiarek. Spółka jest notowana na New York Stock Exchange.
Przedsiębiorstwo ma firmę Terex od 1968 r., powstała z połączenia łacińskich słów terra (ziemia) oraz rex (król). Przedsiębiorstwo ma tradycję wiodącą z General Electric.

Produkty Terex Corporation
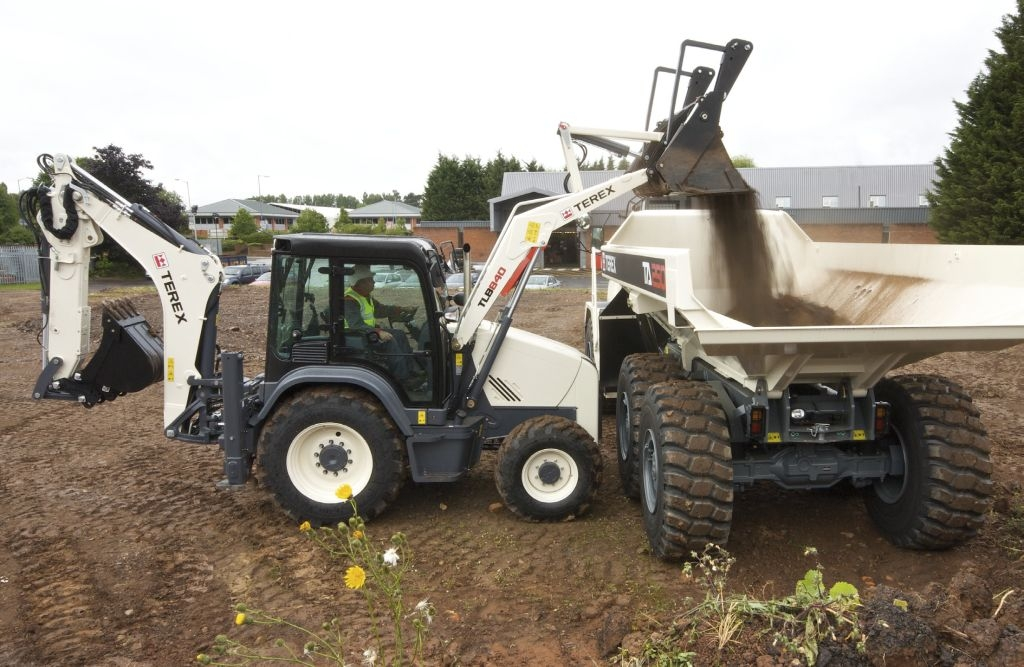
Koparkoładowarka Terex TLB840 i wozidło Terex TA250
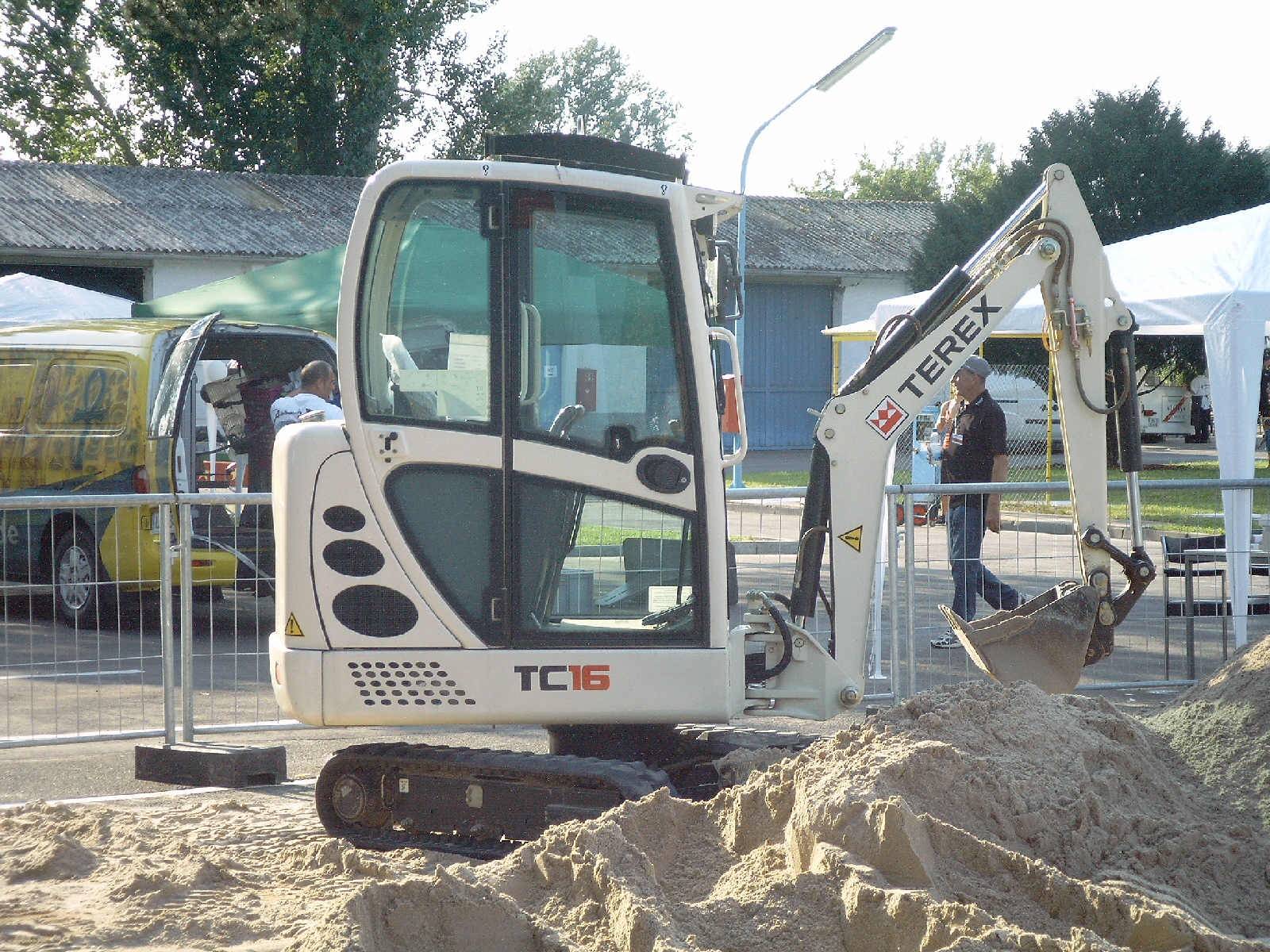
Minikoparka Terex TC16
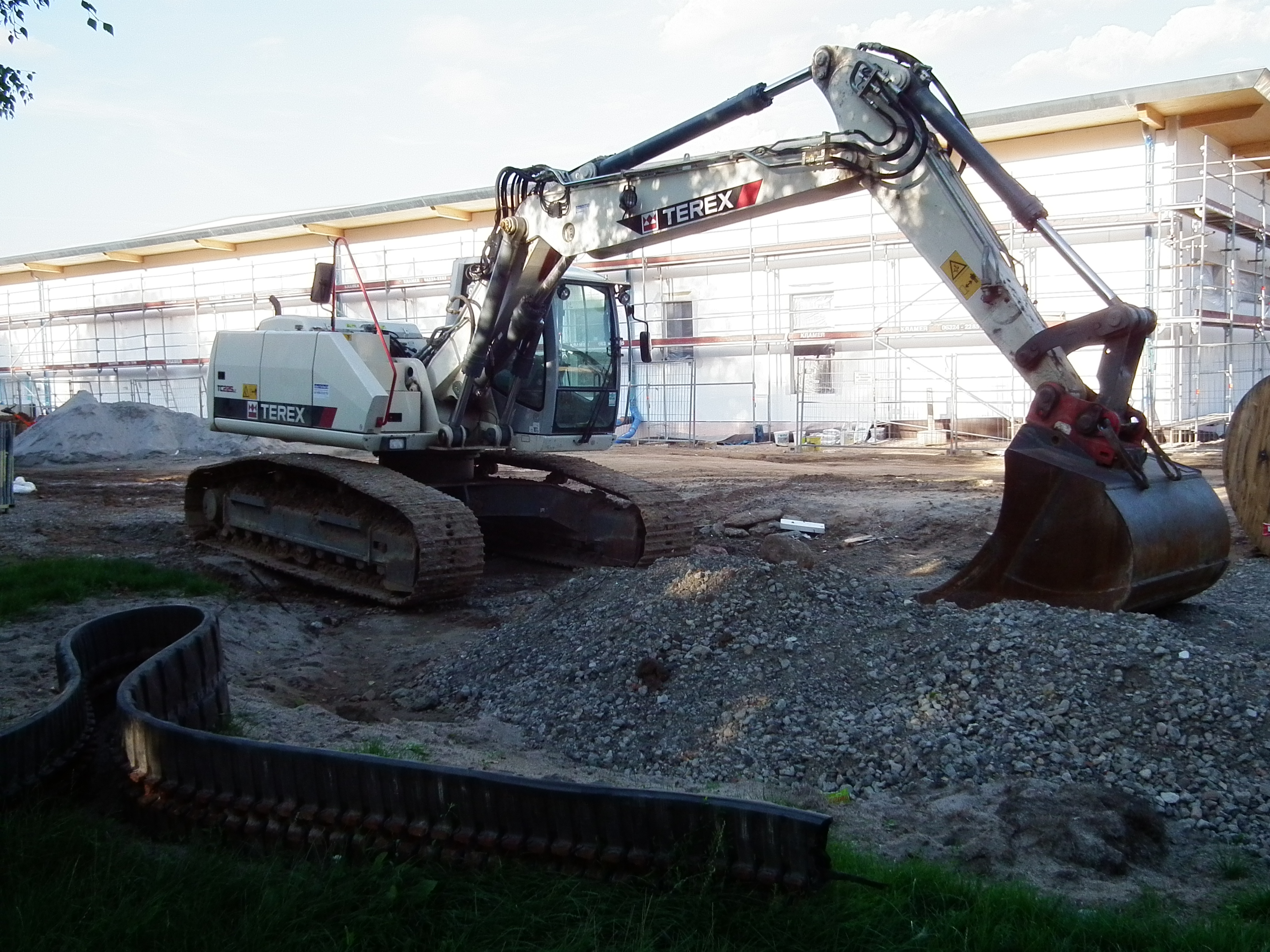
Koparka gąsienicowa Terex TC225
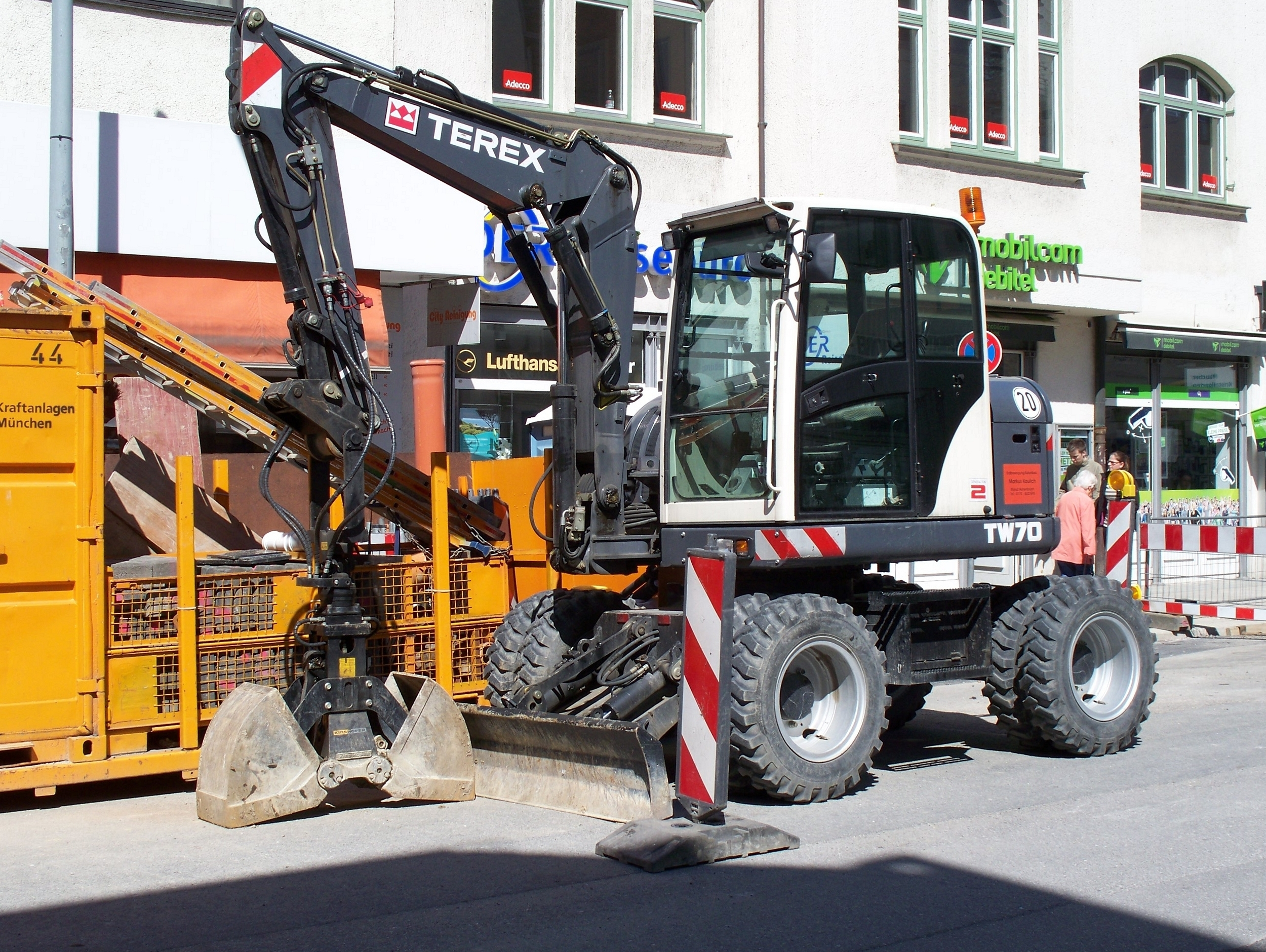
Koparka kołowa Terex TW70
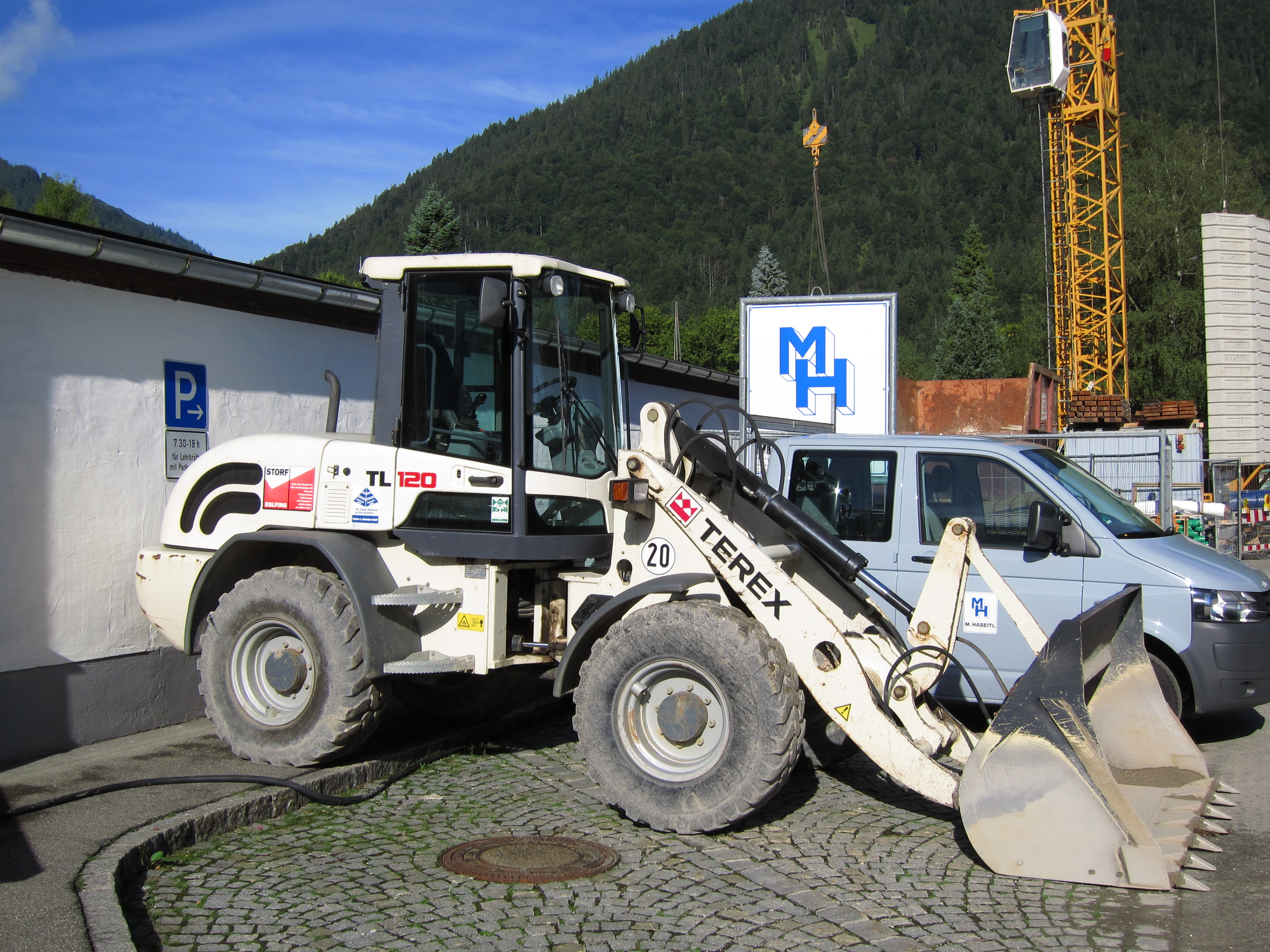
Ładowarka kołowa Terex TL120
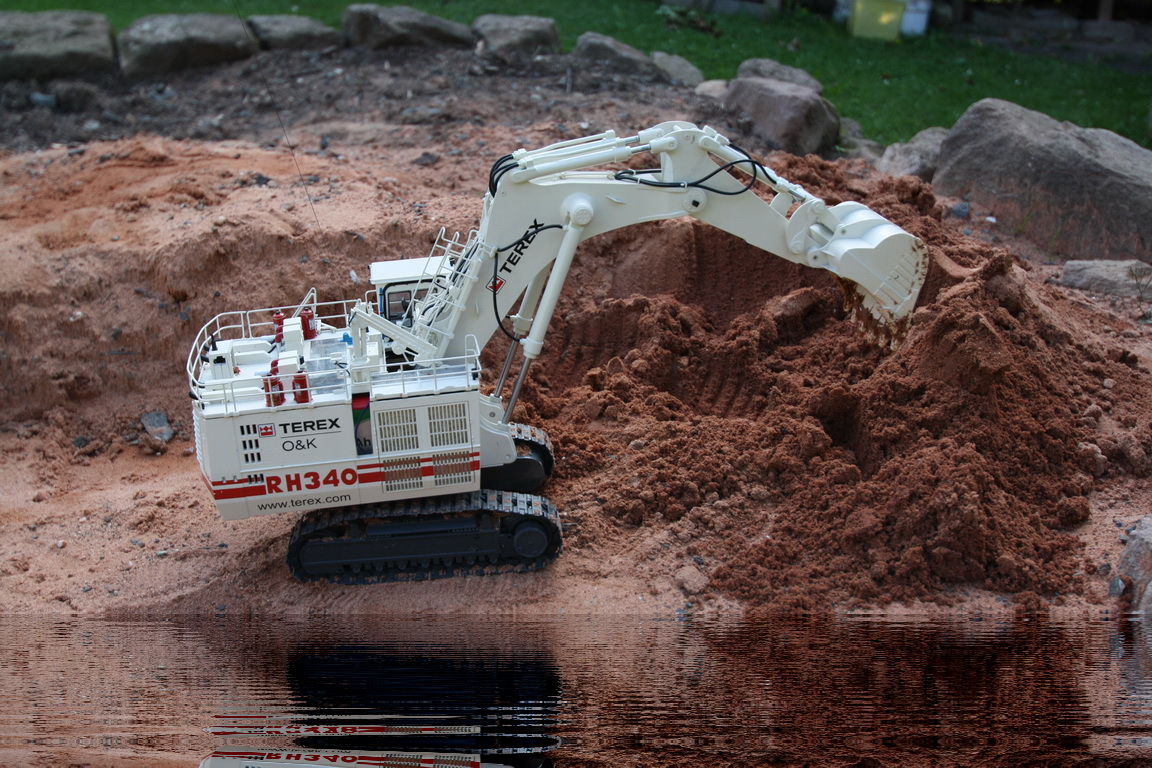
Koparka górnicza Terex RH340
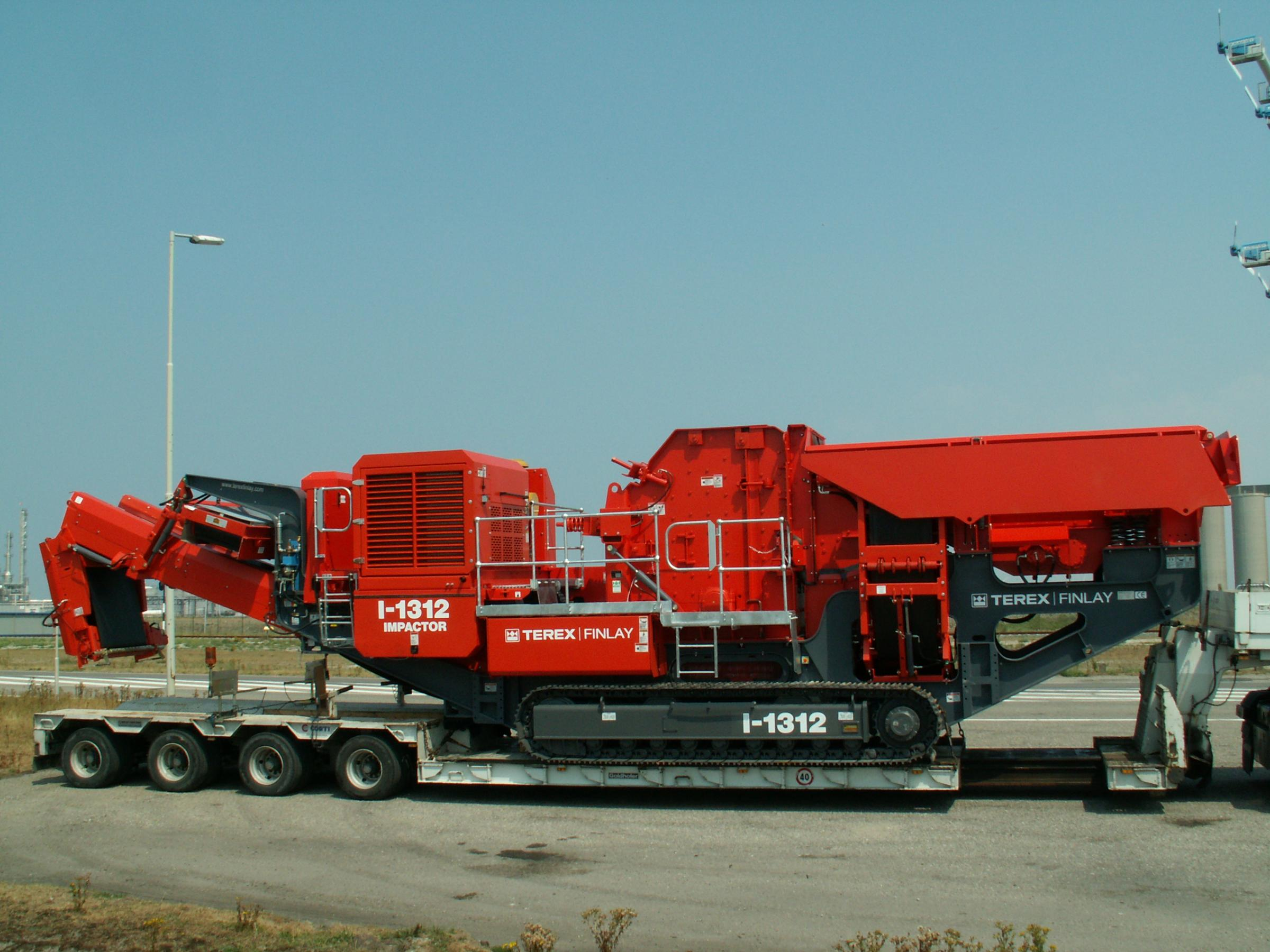
Kruszarka Terex Finlay I-1312 Impactor